# Hamster Monogatari 64
Hamster Monogatari 64 (ハムスター物語64, lit. "Hamster Story 64") és un videojoc de simulació de vida desenvolupat i publicat per Culture Brain per la Nintendo 64. En el joc el jugador ha de criar i tenir cura de diversos hàmsters com si fossin mascotes reals. El joc únicament va ser distribuït en terres nipones, arribant al mercat japonès el 6 d'abril de 2001.